# Софија Борштник
Софија Борштник, рођ. Турк (словен. Zofija Borštnik, Turk, (Љубљана, 15. мај 1868 – Загреб, 3. децембар 1948) била је словеначка глумица. Позната је под псеудонимом Звонарјева.
На позоришним позорницама је наступала пуне 44 године, у периоду од 1882. до 1926. године, почевши од љубљанске „Читалнице”. Поред Љубљане, глумила је у Прагу, Загребу, Београду, Софији, Осијеку, са одиграних преко 200 улога у својој каријери. Улоге је тумачила на словенском, српскохрватском, немачком и бугарском језику.
Усавршавала се у Прагу и Бечу, а пред крај каријере се бавила и режијом. Остала је упамћена као прва жена режисер у осијечком позоришту.

## Каријера

### Почеци (1882—1894)
Софија Борштник је започела наступати у љубљанској „Читалници” још као четрнаестогодишња девојчица, под уметничким именом Звонарјева. Тамо је и упознала свог будућег супруга, Игњата Борштника (словен. Ignacij Borštnik), с којим је била у браку од 12. августа 1889. године.
Њене натпросечне глумачке способности су убрзо препознате, тако да већ 1887. године одлази на студијско усавршавање у Праг, где и наступа. У Прагу јој Јозеф Шуберт нуди ангажман у „Народном дивадлу”.
Вративши се у Љубљану, игра, између осталих улога које побуђују пажњу критичара, и прву Ибсенову Нору у словеначком позоришту. Године 1892. на отварању новога „Дежелнега гледалишча“, (данас Опере), тумачи, у режији свог супруга, насловну улогу Јурчићеве трагедије, Вероника Десенишка.

### Загреб, (1894—1902)
Прво гостовање у Загребу, марта 1894. године је изазвало одличне критике и усхићење публике. Тако је већ у мају уследило и друго гостовање на загребачкој позорници, где је улоге интерпретирала на словеначком језику. Након тога следи ангажман супружника Борштник и њихово студирање, поверених им улога, у Глини и њихов заједнички наступ у септембру, на хрватском језику.
Њена најуспешнија година у Загребу, је 1899, када Софија Борштник – Звонарјева остварује шеснаест нових улога, од којих чак дванаест премијерних, и добија искључиво похвалне и позитивне критике, што је јединствен пример у дотадашњој историји националне позоришне критике.
Средином 1901. године брак Софије Борштник пролази кроз сталне кризе, те се то одразило и на њену каријеру, мада не толико у уметничком потенцијалу. Од јесени те године, на плакатима и позоришним лецима њених наступа, најављују је само уметничким именом – Звонарјева. У то време је у сукобу и са управом позоришта јер одбија да прихвати улоге које јој, према њеној личној процени, не одговарају. Нови и још жешћи сукоб избија почетком 1902. године, кад не пристаје да замени колегиницу Љерку Шрам у пантомимично-рецитаторској улози Виле Велебите, иако она има заказано и одобрено гостовање у Сиску. Управник позоришта, Иво Хрељановић, нема разумевања за њену непослушност, па јој даје отказ.

### Беч, повратак у Хрватску (1903—1918)
Софија Борштник – Звонарјева одлази у Беч и усавршава глуму код Александра Стракоша.
Именовањем Адама Мандровића за управника позоришта и залагањем новинских уредништава, остварују се услови за њен повратак у хрватско позориште. Почетком фебруара 1903. је поново ангажована у загребачком позоришту, али ускоро, из непознатих разлога, престаје да наступа и напушта Загреб. Гостује у Београду и у Софији и постаје члан централног бугарског позоришта.
У потрази за позоришном средином која би одговарала њеним уметничким претензијама и омогућивала њихову реализацију, прихвата позив позоришног управника Фридерика Јуванчича и 1907. се враћа у родну Љубљану. Већ у првој сезони остварује петнаестак улога. Међутим, када се на чело „Дежелнега гледалишча“ враћа Фран Говекар, убрзо се сукобљава с њим, незадовољна његовим вођењем позоришта и омаловажавајућем односу према њој, али и другим словеначким глумцима и форсирањем чешких уметника. У новинама објављује серију фељтона против Говекара. Потом следи судска расправа, отпуштање и одлазак у Осијек. У међувремену, у годинама обновљеног ангажмана у Љубљани, гостује у Загребу 1908. и 1910.
Деловање у осијечком позоришту започиње као гошћа крајем 1910. године, а ангажман добија почетком 1911. Осим што глуми, она и режира. У врло кратком времену поставља чак шест представа у којима и игра. Она је била прва жена режисер у осијечком позоришту. Из непознатих разлога, тамо се није дуго задржала.
У периоду до краја Првог светског рата о животу Софије Борштник – Звонарјеве се најмање зна.

### Завршетак каријере (1903—1918)
По заврштку Првог светског рата, 1918. године Софија се двоумила између одлуке да прихвати ангажман у словеначком позоришту у Трсту на позив Милана Скрбиншека или да се врати, на позив Хинка Нучића, у љубљанско позориште. Борштник – Звонарјева се опредељује за понуду свог некадашњег партнера и режисера Хинка Нучића, привучена репертоаром који јој је наменио. Међутим, 1922. године се дефинитивно растаје са љубљанском позорницом и прелази у Загреб где јој Гавела 1924. године нуди гостовање у улози Хелене Алвинг у Ибзеновим „Сабластима”, али она то одбија.
Последњи пут се појављује на позорници 1926. године.

### Пензионисање
Пензионисана је у загребачком позоришту, од кога је повремено добијала и новчану помоћ.
Преостале године живота проводи у Загребу, у потпуној анонимности.
Одиграла је више од 200 улога у националном и европском репертоару, показавши да је уметница широког распона и интерпретативних могућности.

## Улоге
- Антигона, Софокле (Антигона)
- Јулија, Вилијам Шекспир (Ромео и Јулија)
- Дездемона, Вилијам Шекспир (Отело)
- Порција, Вилијам Шекспир (Млетачки трговац)
- Гертруда, Вилијам Шекспир (Хамлет)
- Лејди Магбет, Вилијам Шекспир (Магбет)
- Лујза, Фридрих фон Шилер (Сплетка и љубав)
- Амалија, Фридрих фон Шилер (Разбојници)
- Мери Стјуарт, Фридрих фон Шилер (Мери Стјуарт)
- Клара, Жорж Оње (Власник топионица)
- Федора, Викторјен Сарду (Федора)
- Магда, Херман Судерман (Очински дом)
- Регина и госпођа Алвинг, Хенрик Ибсен (Авети)
- Кристина, Артур Шницлер, (Љубакање)
- Нора, Хенрик Ибсен, (Кућа лутака)
- Лаура, Аугуст Стриндберг (Отац)
- Алиса, Аугуст Стриндберг (Мртвачки плес)
- Јулија, Аугуст Стриндберг (Госпођица Јулија)
- Лавра, Фран Говекар (Легионарји)
- Стара Врза, Јосип Јурчић (Тугомер)
- Дубравка, Иван Гундулић (Дубравка)
- Мајка Југовића, Иво Војновић (Смрт Мајке Југовића)
- Маде, Иво Војновић (Дубровачка трилогија – Сутон
- Ана, Иван Цанкар (Јаков Руда)
- Валевска, Милан Беговић (Госпођа Валевска)[1]